# 良快 (僧)
良快（りょうかい、文治元年（1185年）- 仁治3年12月17日（1243年1月9日））は、鎌倉時代の天台宗の僧侶。九条兼実の子。母は藤原頼輔の娘。異母兄に九条良通・九条良経がいる。通称は飯室僧正・妙香院僧正・本覚院僧正。

## 略歴
慈円や尊忠、覚什に学び、慈円から青蓮院門跡を譲られる。ただし、この継承は本来の継承者であった道覚法親王（後鳥羽上皇の皇子）が承久の乱の影響で青蓮院を退出せざるを得なかったことによるもので、道覚法親王はこれを認めず慈円・良快の没後に法親王と慈源（良快の弟子・九条良経の孫）の間で紛争となっている。
寛喜元年（1229年）4月に天台座主となったが、これは六波羅探題の武士が延暦寺傘下の僧侶を殺害した事件を巡って六波羅探題と延暦寺が武力衝突したことで、事態の収拾に失敗した尊性法親王（後堀河天皇の実兄）が辞任を申し出て、後堀河天皇が一度は自分の即位前の師であった仁慶（松殿基房の子）を後任にすることを決めたものの、延暦寺の反発で朝議が覆されて良快が任ぜられたという曰くつきの任命で、しかも覆された仁慶が直後の同月22日に急死してしまうという後味の悪いものであった。
翌寛喜2年（1230年）、大僧正に任ぜられる。更に寛喜3年（1231年）には四天王寺別当に任ぜられた。文暦元年（1234年）に比叡山の飯室谷に隠退した。
嘉禎4年（1238年）4月25日、甥である九条道家が出家した際に戒師を務め、続いて7月17日に道家の正室の西園寺掄子が出家した際にも戒師を務めた（共に『吾妻鏡』）。
著作として、『諸尊法私』、『胎蔵抄』、『浅近念仏抄』などがある。また、法然とも親交があり、『法然上人行状絵図』にも登場している。